# L'Ombre blanche (film, 1996)
Pour les articles homonymes, voir L'Ombre blanche.
Pour plus de détails, voir Fiche technique et Distribution.
L'Ombre blanche (The Glimmer Man) est un film américain réalisé par John Gray, sorti en 1996.

## Synopsis
Cole était autrefois le meilleur tueur des services secrets. Il a changé de vie et est devenu criminologue à New York. Appelé à Los Angeles pour résoudre une vague de meurtres, il se voit obligé de faire équipe avec Campbell. Mais tout oppose les deux hommes.

## Fiche technique
- Titre original : The Glimmer Man
- Titre français : L'Ombre blanche
- Réalisation : John Gray
- Scénario : Kevin Brodbin
- Musique : Trevor Rabin
- Photographie : Rick Bota
- Montage : Donn Cambern
- Production : Julius R. Nasso & Steven Seagal
- Sociétés de production : Seagal/Nasso Productions
- Société de distribution : Warner Bros.
- Pays :  États-Unis
- Langue : Anglais
- Format : Couleur - Dolby Digital - DTS - SDDS - 35 mm - 1.85:1
- Genre : Policier
- Durée : 91 min
- Film interdit aux moins de 12 ans

## Distribution
- Steven Seagal (VF : Jean-François Aupied ; VQ : Hubert Gagnon) : Le lieutenant Jack Cole
- Keenen Ivory Wayans (VF : Lionel Henry ; VQ : Pierre Auger) : L'inspecteur Jim Campbell
- Bob Gunton (VF : Marcel Guido ; VQ : Jean-Louis Millette) : Franck Deverell
- Brian Cox (VF : Jean Lagache ; VQ : Ronald France) : M. Smith
- John M. Jackson (VF : Luc Florian ; VQ : Guy Nadon) : Donald Cunningham
- Ryan Cutrona (VF : Georges Berthomieu ; VQ : Hubert Fielden) : Le capitaine Harris
- Richard Gant (VF : Saïd Amadis) : L'inspecteur Roden
- Stephen Tobolowsky (VQ : Carl Béchard) : Christopher Maynard
- Dennis Cockrum (VF : José Luccioni) : L'inspecteur Tom Farrell
- Johnny Strong : Johnny Deverall
- Michelle Johnson (VF : Juliette Degenne) : Jessica Cole
- Nikki Cox (VQ : Geneviève De Rocray) : Millie
- Harris Laskawy (VF : Vincent Grass) : Le légiste
- Wendy Robie : Melanie Sardes
- Peter Jason : Le père de Millie

 Source VF : VoxoFilm Source VQ : Doublage Québec